# Zwarthandslingeraap
De zwarthandslingeraap (Ateles geoffroyi), ook wel geoffroy's slingeraap of geoffroy-slingeraap genoemd, is een zoogdier uit de familie van de grijpstaartapen (Atelidae). De wetenschappelijke naam van de soort werd voor het eerst geldig gepubliceerd door Heinrich Kuhl in 1820.

## Leefgebied
De zwarthandslingeraap komt voor in Noord-, Midden- en Zuid-Amerika, van noordoostelijk Mexico tot aan noordwestelijk Colombia. Vanaf zeeniveau tot op een hoogte van ongeveer 2800 meter kan je hem aantreffen in grote gebieden met dichte bebossing.

## Uiterlijk
De aap wordt ongeveer 50 centimeter groot maar oogt vanwege zijn lange ledematen vaak een stuk groter. De ranke, pezige aap wordt maximaal zo'n 7 kilogram zwaar. De vacht op zijn rug, buik, bovenarmen en de bovenkant van zijn staart zijn roodbruin van kleur. De vacht vanaf boven de knieën tot aan zijn voeten en zijn onderarmen zijn zwart van kleur. Het gezicht is onbehaard en is soms zwart en soms roze achtig van kleur. Aan de handen zitten vier sterke lange vingers. De duim ontbreekt in zijn geheel. 
De lange armen, de sterke handen en de grote krachtige staart maken het voor de aap mogelijk om zeer behendig en op grote snelheid door de boomtoppen te bewegen. De staart is zo krachtig dat hij minutenlang met zijn gehele gewicht aan zijn staart kan hangen. 
De vrouwtjes hebben een grote, penisvormige clitoris. Hierdoor is het niet altijd even eenvoudig om mannetjes en vrouwtjes uit elkaar te houden.

## Gedrag
Overdag brengt de aap zijn grootste deel van de tijd door hoog in de boomtoppen op zoek naar eten. Het voedsel bestaat voor 80 procent uit diverse soorten fruit. De rest van de maaltijd bestaat voornamelijk uit bladeren en wordt soms aangevuld door natte boomschors (hiervan wordt vermoed dat dit een medicinale uitwerking heeft voor de dieren), honing en insecten. 
Naast het eten van de bladeren gebruiken de zwarthandslingerapen ook enkele soorten blad om hun vacht en huid mee in te smeren. Dit heeft waarschijnlijk een insectwerende functie. Doordat de apen voornamelijk fruit eten leveren ze een grote bijdrage aan het behoud van hun leefomgeving. De zaden, die ze voornamelijk heel doorslikken, vallen samen met hun ontlasting op de bodem van het woud waardoor de zaden een goede voedingsbodem hebben en vrij snel wortel kunnen schieten. 

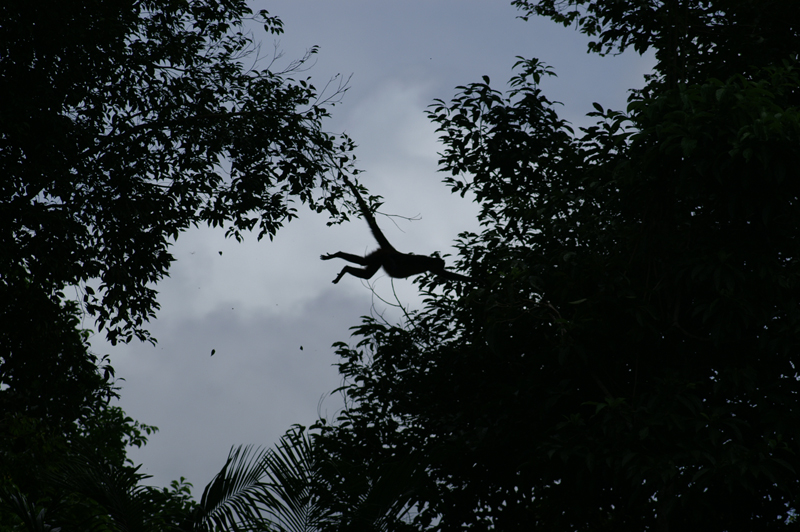
Een ouderlijk exemplaar creëert een 'levende brug' voor de jonge aap om van boom naar boom over te steken

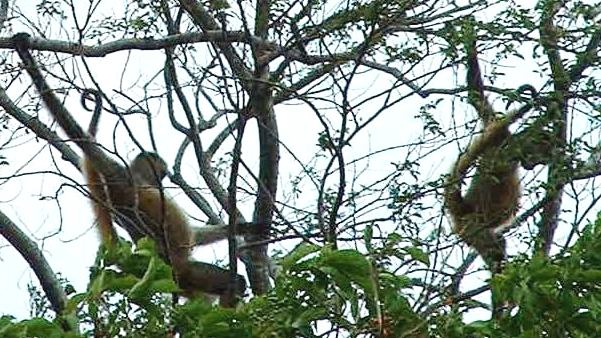
Zwarthandslingerapen in de provincie Guanacaste van Costa Rica

Deze soort slingerapen leeft in groepen van tussen de 20 tot 40 exemplaren. Overdag splitst de grote groep zich vaak op in kleinere groepen van 2 tot 5 exemplaren. In de meeste gevallen bestaan de kleinere groepen volledig uit mannetjes of volledig uit vrouwtjes. De mannetjes trekken vaak verder weg van de basis en komen soms 's nachts niet terug naar de 'basis' in het midden van het territorium waar de gehele groep slaapt. 
Op het moment dat een afstand tussen twee takken of bomen voor een jonge slingeraap te groot is om te overbruggen dan maken de volwassenen tussen de twee takken een 'levende brug'. Met de staart grijpen ze zich vast aan 1 boom en met de poten aan een andere. De jonge apen lopen dan over hen heen om in de andere boom te komen.
De zwarthandslingeraap is een erg vocale aap. Ze hebben een grote diversiteit aan geluiden die ze gebruiken om met elkaar te communiceren. Er wordt eveneens aangenomen dat de apen elkaar herkennen aan hun geluiden.

## Voortplanting
Als een mannetje en een vrouwtje paren gebeurt dit op een grote tak in een boom. Het mannetje houdt het vrouwtje van achteren bij de borst vast en vouwt zijn poten rond haar middel. Het vrouwtje sluit haar ogen en tuit haar lippen en schudt vervolgens met haar hoofd. Het koppeltje heeft enkele dagen op rij twee, drie of soms zelfs vier keer per dag geslachtsgemeenschap. Per keer duurt dit tussen de 10 en 20 minuten.
De draagtijd duurt iets meer dan zeven en een halve maand waarna er 1 jong wordt geboren. De meeste jongen worden in het droge seizoen geboren, maar ook gedurende de rest van het jaar worden regelmatig jongen geboren. Een vrouwtje krijgt elke 3 à 4 jaar een jong. Na bijna twee maanden rijden de jongen mee op de rug van de ouders. Daarvoor klampen zij zich vast aan de buik en borst van de moeder. Totdat de jongen bijna een half jaar oud zijn, zijn ze over hun hele lichaam zwart van kleur daarna krijgen ze langzaam hun volwassen kleuren. De jongen blijven bijna drie jaar lang bij hun ouders.
Vanaf hun vierde levensjaar zijn de jonge vrouwtjes geslachtsrijp. De mannetjes moeten nog een jaartje langer wachten. Jonge mannetjes blijven in de groep en in het territorium terwijl de vrouwtjes het territorium verlaten en op zoek gaan naar een nieuwe groep.
De aap wordt ongeveer 30 jaar oud.